# Wang Xiyu
Wang Xiyu (chineză: 王曦雨; pinyin: Wáng Xīyǔ; n. 28 martie 2001, Taixing⁠(d), Jiangsu, Republica Populară Chineză) este o jucătoare de tenis din China.
Cea mai bună clasare a sa la simplu în clasamentul WTA este locul 49 mondial, la 9 ianuarie 2023.